# Grădina Publică „Ștefan cel Mare” din Chișinău
Grădina Publică „Ștefan cel Mare și Sfânt” este cel mai vechi parc din capitala Republicii Moldova, Chișinău. A fost conceput și amenajat în manieră clasică.

## Istoric
Se consideră că ar fi fost plantat în 1818. Planul a fost întocmit de arhitectul și inginerul cadastral al Basarabiei Ozmidov în anii 1816-1817. Lucrările principale au început în 1825, când inginerul cadastral Bogdan Eitner a trasat aleile, au fost plantați arbori și arbuști, inclusiv 1.000 de salcâmi. Forma definitivă Grădina Publică a căpătat-o în 1835. Mai târziu au fost amenajate intrările, două fântâni arteziene cu o adâncime de 13 m, pavilioane de recreație, scrâncioburi, 2 orologii. Accesul în parc era cu plată. Până în 1863 parcul era înconjurat de un gard de nuiele, înlocuit de unul din lemn, apoi de un zid de piatră, la hotărârea Primăriei și, în sfârșit, de un gard din fontă, proiectat de Alexander Bernardazzi.
În 1885, aici a fost montat bustul lui Aleksandr Pușkin, iar în 1928 statuia lui Ștefan cel Mare. În 1958 a fost amenajată Aleea Clasicilor cu 12 busturi ale clasicilor literaturii române, la care începând cu anii 1990 au fost alăturate busturi ale unor mari literați români din secolul al XX-lea. În parc se numără 50 specii de arbori, unele specimene de dud și salcâm atingând vârsta de 130-160 de ani.

## Galerie de imagini

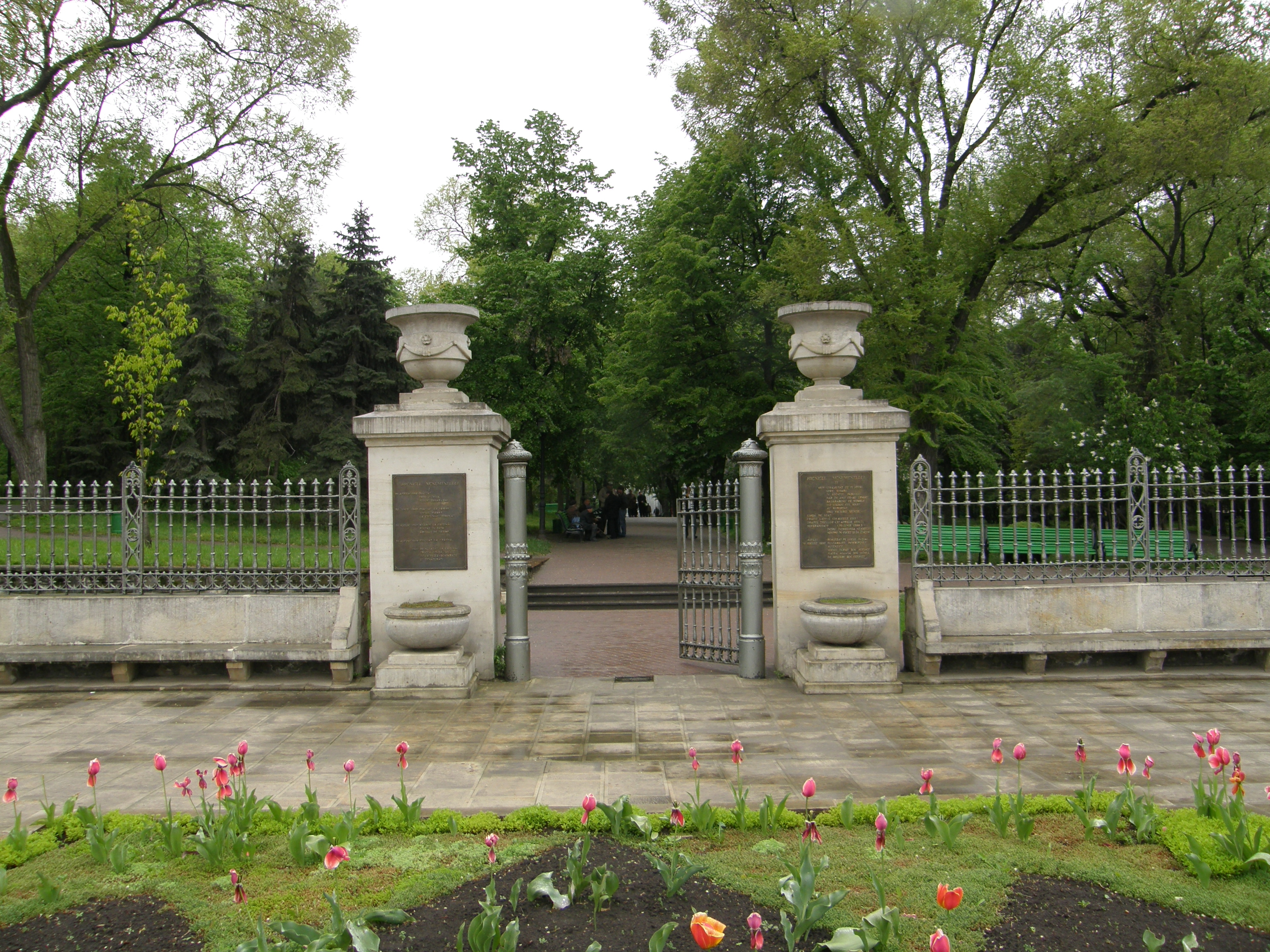
Intrarea în parc dinspre statuia lui Ștefan cel Mare
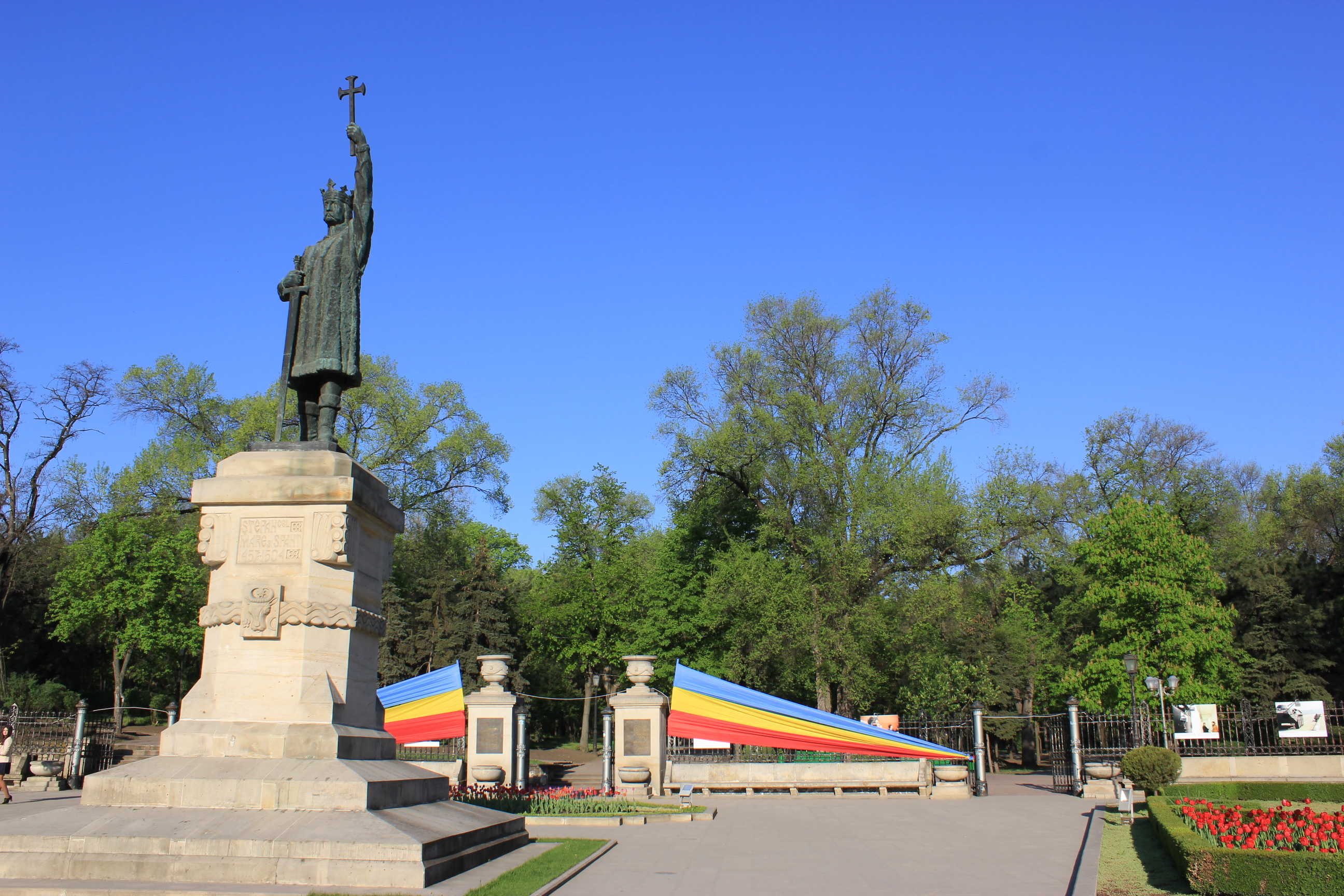
Statuia lui Ștefan cel Mare, situată la intrarea în grădină.
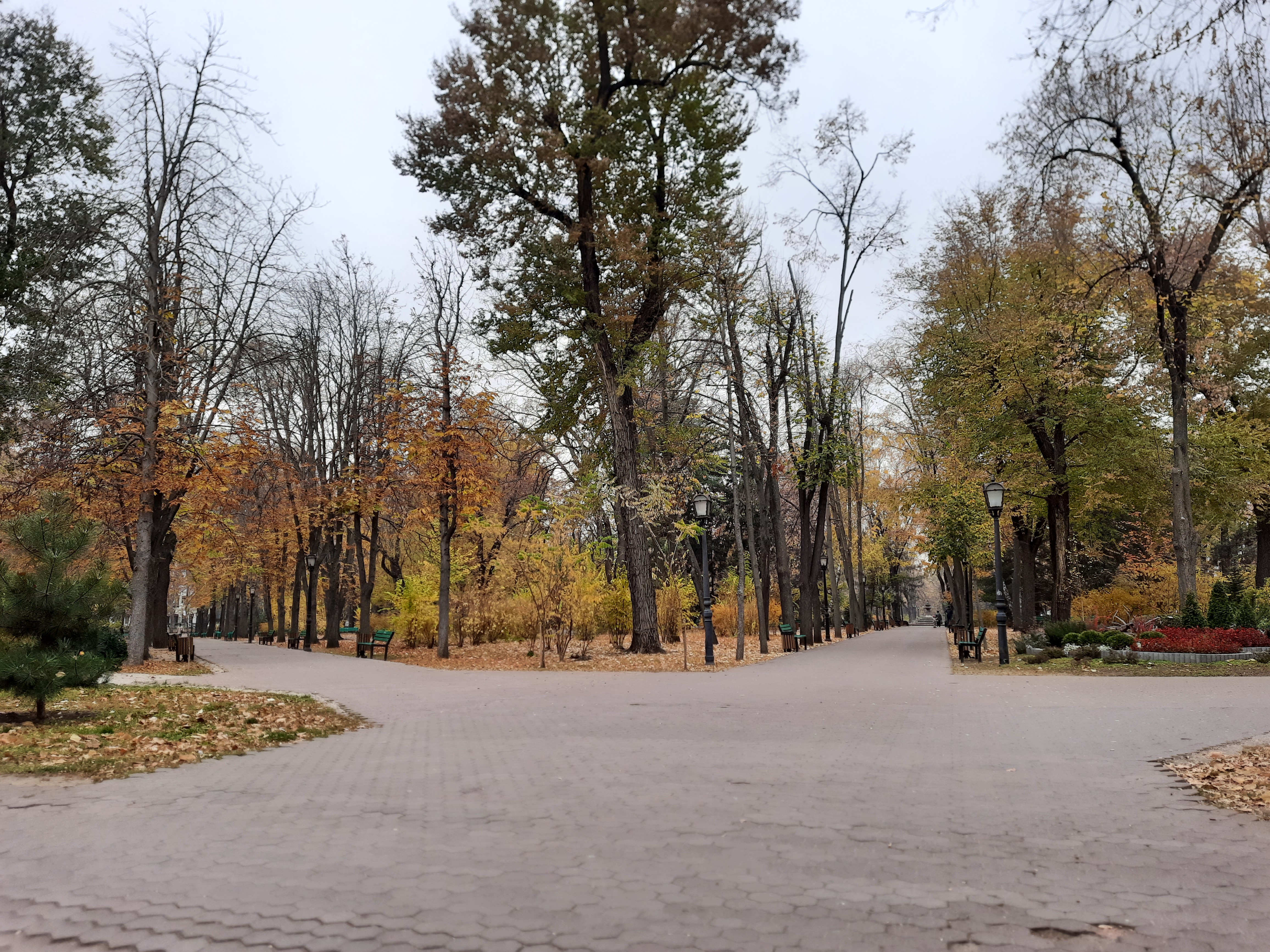
Alei
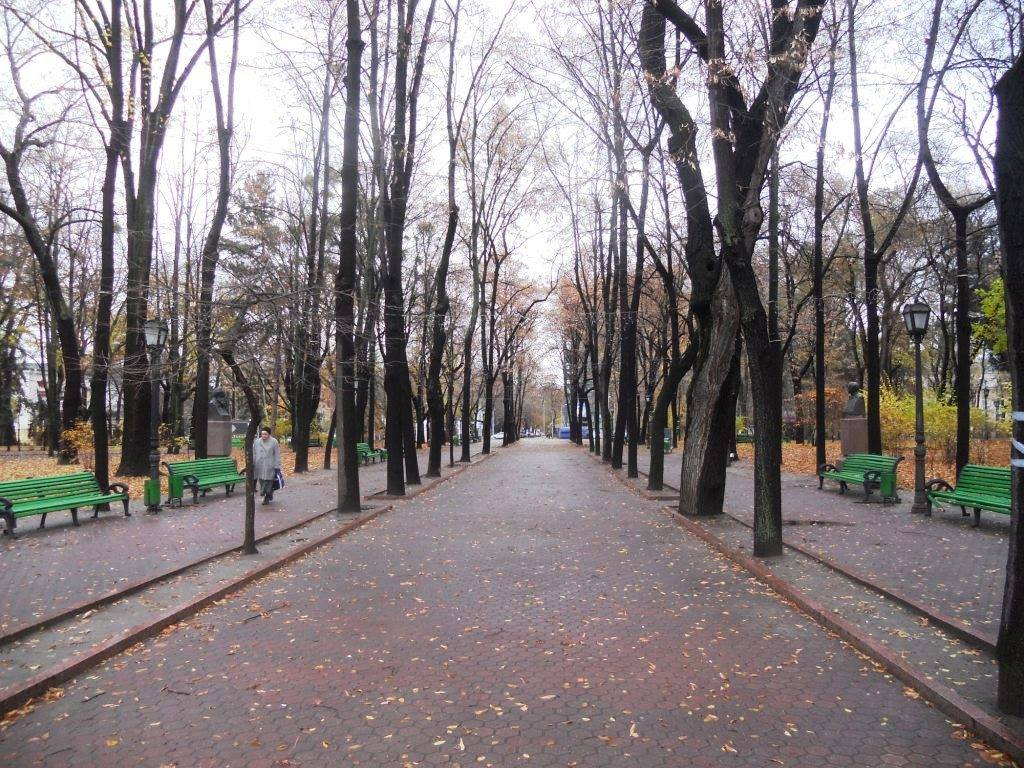
Aleea Clasicilor
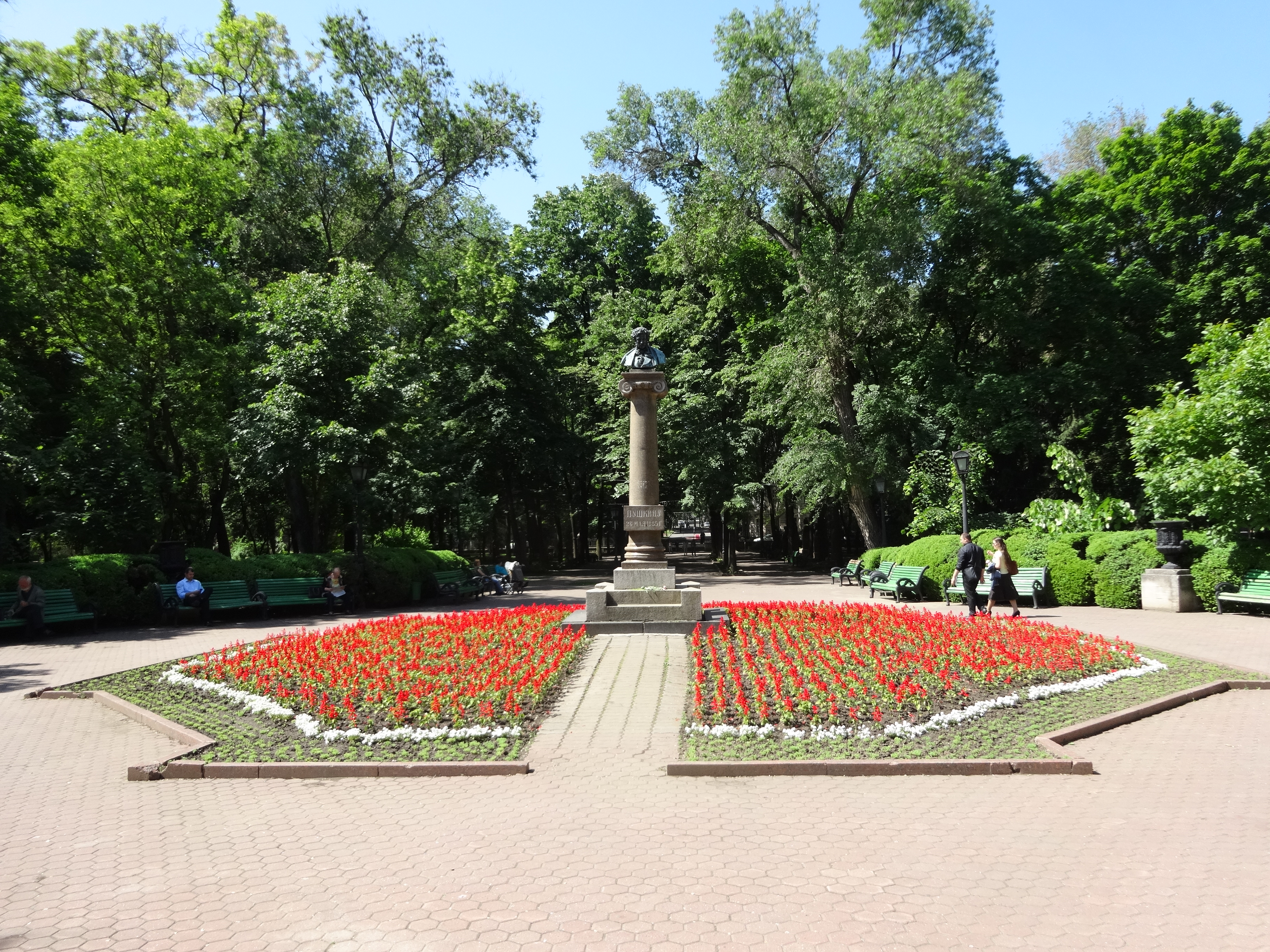
Bustul lui Aleksandr Pușkin din parc
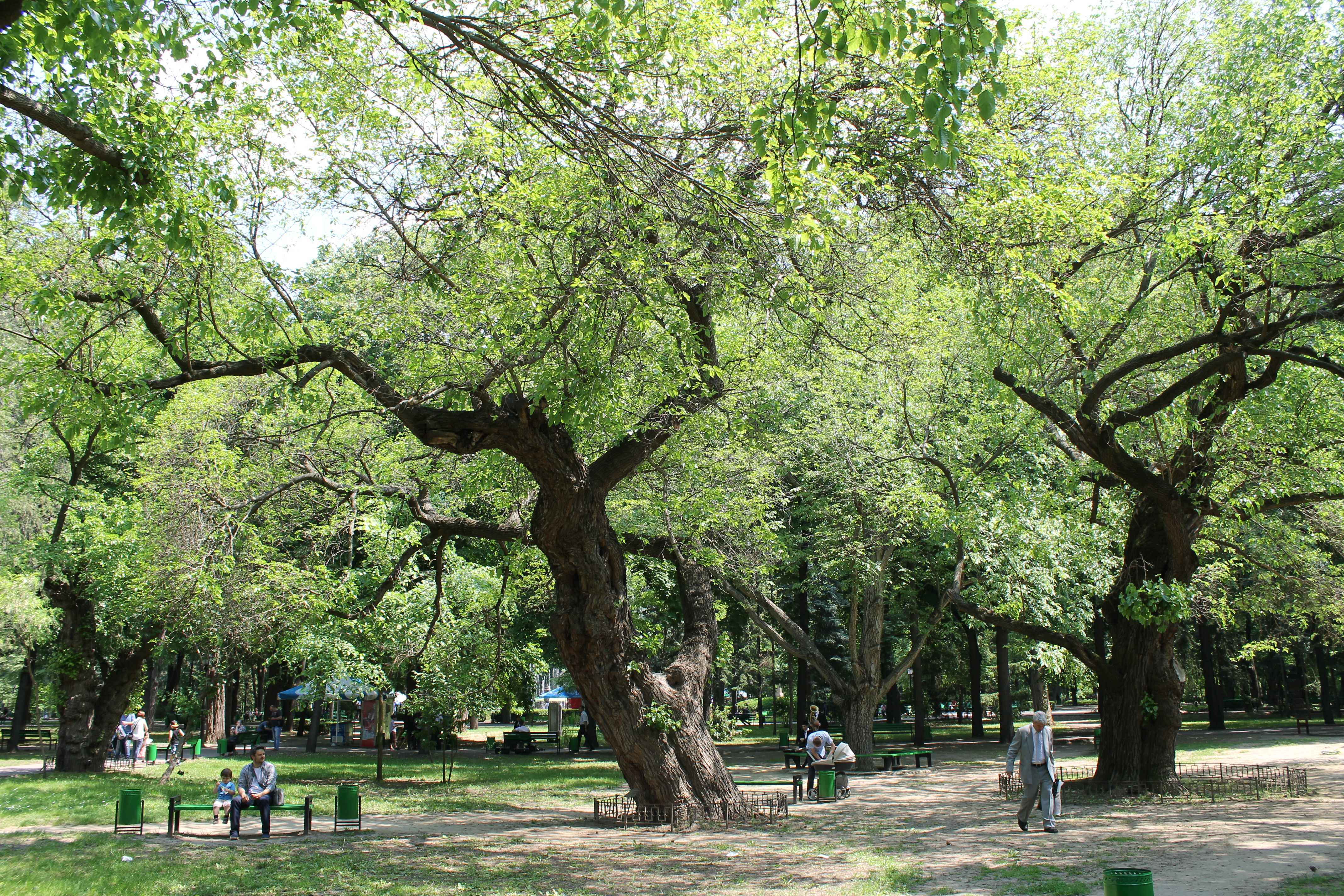
Duzi albi, monumente ale naturii cu stat protejat.
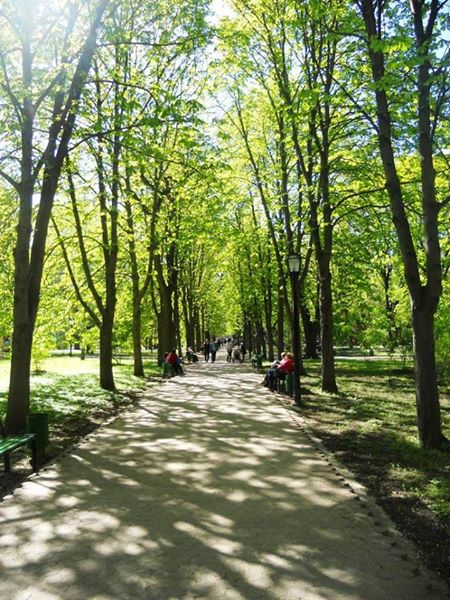
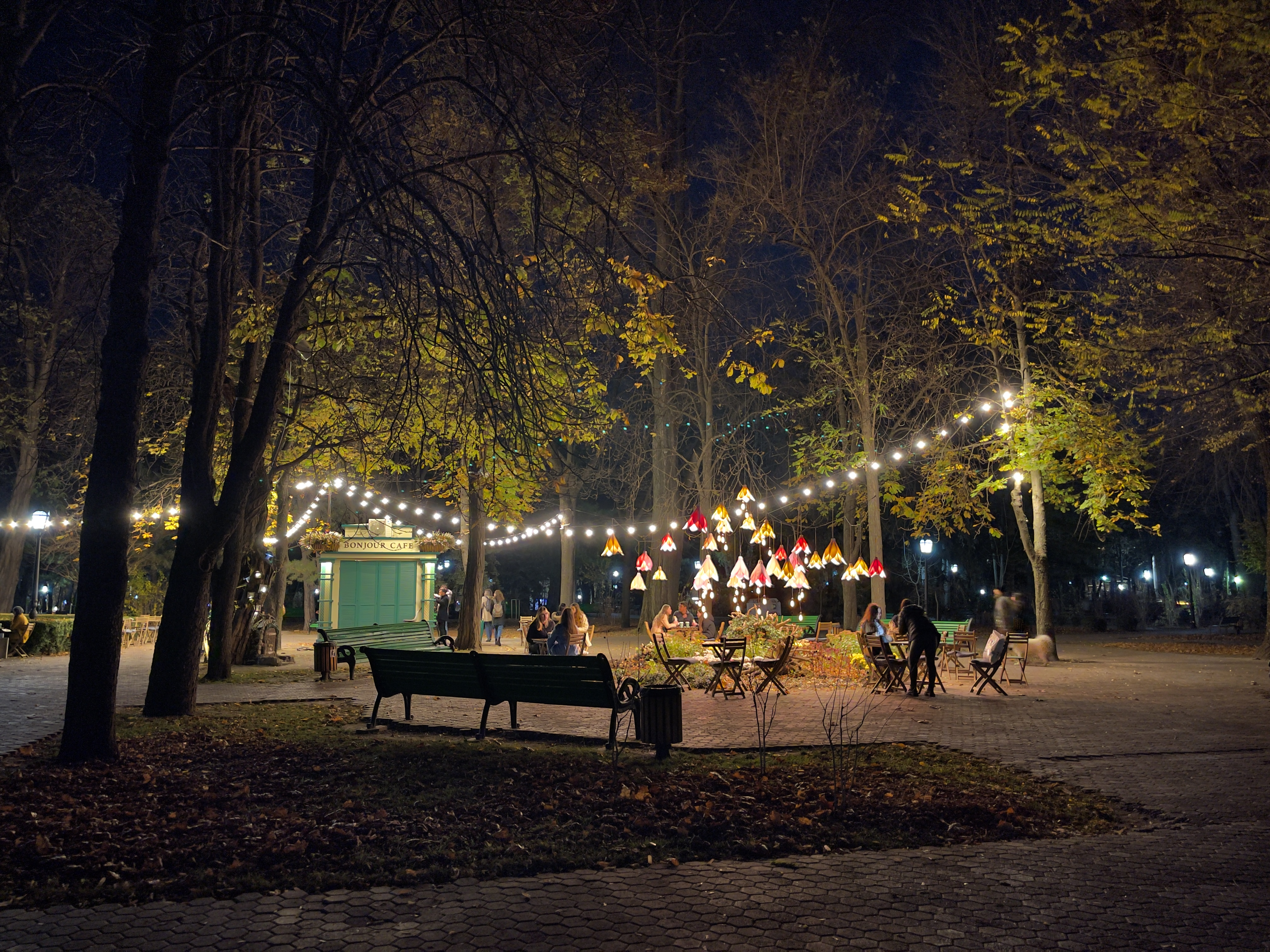
Cafenea în parc